# Gare de Montrond-les-Bains
La gare de Montrond-les-Bains est une gare ferroviaire française de la ligne de Moret-Veneux-les-Sablons à Lyon-Perrache, située sur le territoire de la commune de Montrond-les-Bains, dans le département de la Loire en région Auvergne-Rhône-Alpes.
C'est une halte voyageurs de la Société nationale des chemins de fer français (SNCF) desservie par les trains du réseau TER Auvergne-Rhône-Alpes.

## Situation ferroviaire
Établie à 360 mètres d'altitude, la gare de Montrond-les-Bains se situe au point kilométrique (PK) 472,583 de la ligne de Moret - Veneux-les-Sablons à Lyon-Perrache, entre les gares de Feurs et de Veauche - Saint-Galmier.
Gare de bifurcation, elle est également située au PK 63,217 de la ligne de Lyon-Saint-Paul à Montbrison (en partie déclassée).

## Service des voyageurs

### Accueil
Halte SNCF, c'est un point d'arrêt non géré (PANG) à entrée libre. Il est équipé d'automates pour l'achat de titres de transport TER.

### Desserte
Montrond-les-Bains est desservie par des trains régionaux du réseau TER Auvergne-Rhône-Alpes qui circulent sur la ligne no 12 entre les gares de Roanne et Saint-Étienne-Châteaucreux.

### Intermodalité
Un parc pour les vélos et un parking pour les véhicules y sont aménagés.